# Mary Lura Sherrill
Mary Lura Sherrill (Salisbury, EE.UU., 14 de julio de 1888 - High Point, EE. UU. 27 de octubre de 1968) fue una química estadounidense reconocida por sus logros en la investigación química, en particular la síntesis de compuestos antipalúdicos, y por su enseñanza en Mount Holyoke College. En 1947, recibió la Medalla Garvan, un premio para mujeres en química.

## Temprana edad y educación
Sherrill nació en Salisbury, Carolina del Norte el 14 de julio de 1888, hija de Miles y Sarah (Bost) Sherrill. Fue educada en escuelas públicas de Carolina del Norte, antes de asistir al Randolph-Macon Women's College, donde recibió una licenciatura en química en 1909. Su interés por la química fue estimulado por uno de sus profesores de primer año, Fernando Wood Martin .

## Aprendizaje y enseñanza
Sherrill continuó su educación combinando la enseñanza y el estudio. Trabajó como asistente de química en Randolph-Macon mientras tomaba clases para obtener su maestría en física, que obtuvo en 1911. Continuó enseñando en Randolph-Macon hasta 1916.
Durante el año académico 1916-1917 – Sherrill asistió al programa de doctorado de la Universidad de Chicago. De 1917 a 1920, asistió a la Universidad de Chicago durante el verano, mientras enseñaba durante el invierno. Trabajó en Randolph-Macon entre 1917 y 1918 y en el North Carolina College for Women entre 1918 y 1920. Fue tutorizada por Julius Stieglitz. Para su investigación de posgrado, estudió la síntesis de barbitúricos y métodos para sintetizar ésteres de ácido metilendisalicílico.
Durante la Primera Guerra Mundial, Stieglitz reclutó activamente a químicos para el esfuerzo bélico. Sherrill trabajó a tiempo completo como investigador asociado para el Servicio de Guerra Química (CWS) entre 1920 y 1921. Su investigación involucró la síntesis de un gas para provocar estornudos, y obtuvo una patente sobre su producción comercial.
Después de la guerra, Stieglitz recomendó a Sherrill a Emma Perry Carr, presidenta del departamento de química de Mount Holyoke. Sherrill trabajó como asistente de investigación allí desde 1921 hasta 1923, mientras terminaba su tesis doctoral. Recibió su doctorado de la Universidad de Chicago en 1923.

## Trabajo en Mount Holyoke

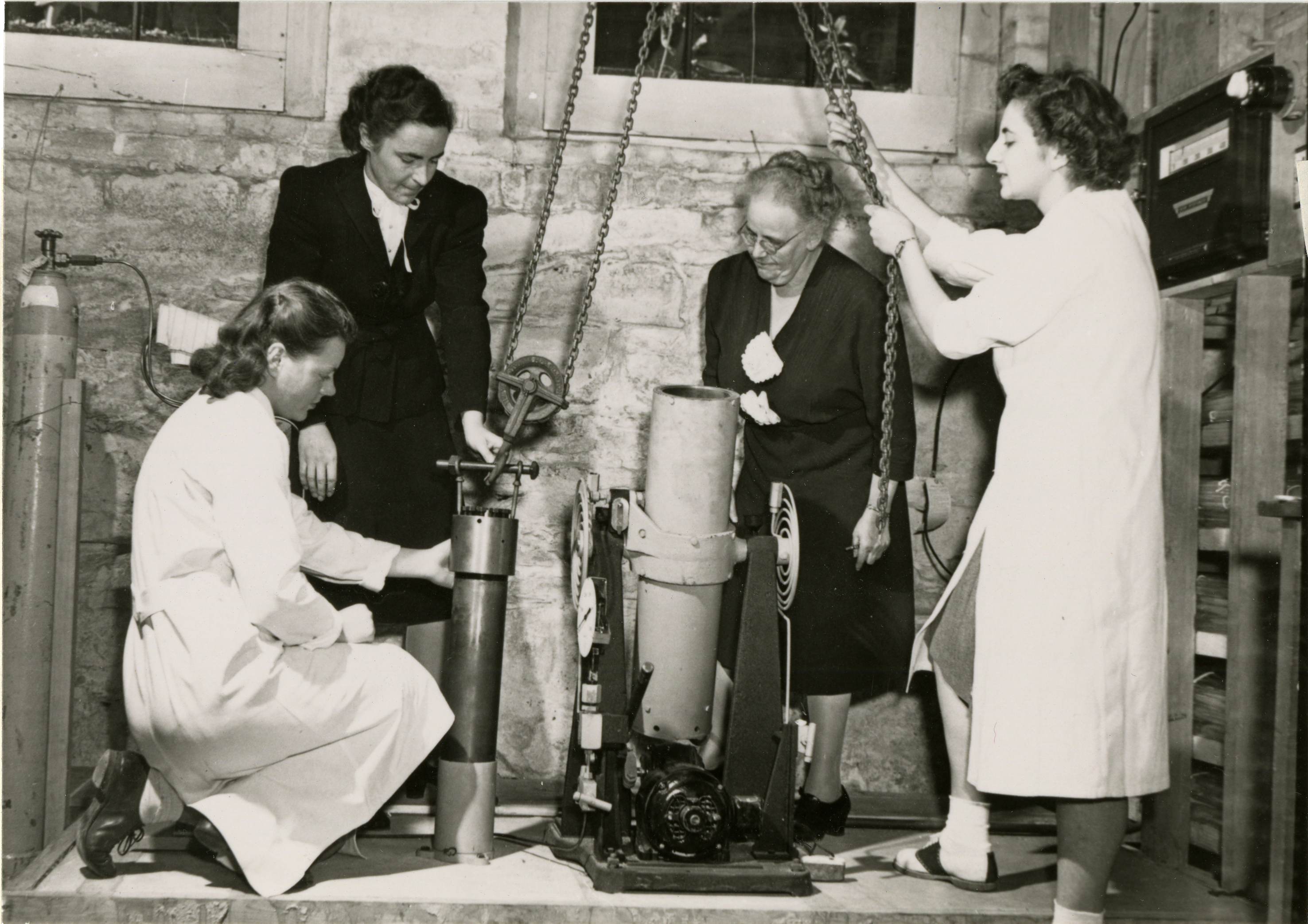
De izquierda a derecha: Kathleen Zier, Anna Jane Harrison, Mary Sherrill y Marie Mercury (1947)

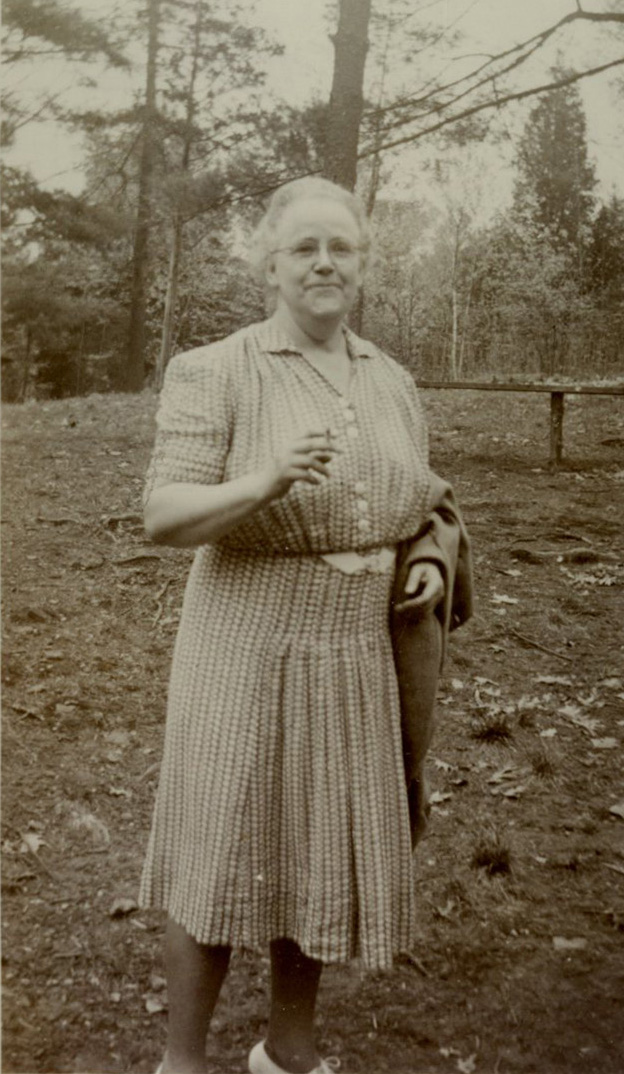
María Lura Sherrill en 1945

Después de completar su doctorado, Sherrill fue ascendida a profesora asociada de química (1924) y luego a profesora titular (1931). Se convirtió en jefa de departamento en 1946. Ella y Emma Perry Carr se hicieron amigas devotas, vivían, trabajaban y viajaban juntas. Su colega Lucy Weston Pickett recordaría: "Era muy devota de la señorita Carr... y trabajaban muy bien juntas. Era una buena maestra y una buena científica por derecho propio, pero de alguna manera pensamos en ellas juntas".
El departamento de química de Mount Holyoke se organizó como un grupo de investigación en el que trabajaron juntos profesores, estudiantes de maestría y estudiantes universitarios. Sherrill abogó por la combinación de enseñanza e investigación activa por sus beneficios tanto para profesores como para estudiantes. El grupo de Mount Holyoke investigó la espectroscopia ultravioleta de moléculas orgánicas. La contribución de Mary Sherrill al grupo fue la síntesis y purificación de compuestos orgánicos, en preparación para el examen espectroscópico. Este fue un trabajo esencial para que los resultados del análisis fueran significativos. Sherrill trabajó inicialmente con un espectrógrafo Fery, después de 1926 con un espectrógrafo de cuarzo Hilger y después de 1930 con un espectrógrafo de prisma de fluorita. Posteriormente el laboratorio obtuvo dos espectrofotómetros Beckman.
Entre 1928 y 1929, Sherrill recibió una beca para estudiar nuevas técnicas de purificación que se usaban en el extranjero. Visitó a Jacques Errera en Bruselas y a Johannes van der Waals en Ámsterdam. Con Errera, también estudió la relación entre los momentos dipolares y la estructura molecular. Mary Sherrill también visitó Europa en 1936, estudiando en Bruselas, en Oxford y en la Universidad de Viena.
Durante la Segunda Guerra Mundial, se hizo difícil obtener quinina para el tratamiento de la malaria. Comprender la acción de los compuestos orgánicos y encontrar tratamientos alternativos para la malaria se convirtió en un área de trabajo importante para el esfuerzo bélico. Sherrill y otros, incluidos Emma Perry Carr, Mary Mercury Roth, Eleanor Anderson y Jean Crawford, trabajaron en la síntesis de medicamentos antipalúdicos para la Oficina de Investigación y Desarrollo Científico (OSRD) en tiempos de guerra.
Mary Sherrill publicó sobre una variedad de temas que incluyen la preparación e identificación de derivados químicos, isomería, compuestos de anillos, momentos dipolares y constitución molecular, pentenos, heptenos, metilbuteno y derivados de quinazolina. Sus contribuciones se anotaron en el Annual Survey of American Chemistry (1930): "La preparación y purificación de cloruros, bromuros y yoduros de heptano normal y los correspondientes hidroxi-derivados y las determinaciones de sus momentos dipolares constituyen contribuciones valiosas". The Vassar Chronicle (1948) informó: "Una investigadora constante y activo, la profesora Sherrill ha contribuido al conocimiento de la relación entre las propiedades físicas y la estructura molecular, y ha desarrollado la aplicación de métodos físicos al estudio de compuestos orgánicos".

## Premios y honores
En reconocimiento a su labor docente e investigadora, Mary Lura Sherrill recibió la Medalla Garvan para mujeres en química en 1947. Ella es una de las tres mujeres de su grupo de investigación en Mount Holyoke College que ganó de forma independiente el prestigioso premio, las otras son Emma Perry Carr (1937) y Lucy W. Pickett (1957).
Con Emma Perry Carr, recibió el Premio James Flack Norris por Logros Sobresalientes en la Enseñanza de la Química de la Sección Noreste de la Sociedad Química Estadounidense en la primavera de 1957.
Se retiró de la enseñanza en Mount Holyoke en 1954.
Mary Lura Sherrill falleció el 27 de octubre de 1968 en High Point, Carolina del Norte .

## Otras lecturas
- Shearer, Benjamin F; Shearer, Barbara Smith (1997). Notable Women in Physical Sciences: A Biographical Dictionary. Westport, CT: Greenwood Press. ISBN 9780313293030. OCLC 433367323.

- Datos: Q16006475
- Multimedia: Mary Lura Sherrill / Q16006475